# La Salle (Saône-et-Loire)
La Salle ist eine französische Gemeinde mit 508 Einwohnern (Stand: 1. Januar 2022) im Département Saône-et-Loire in der Region Bourgogne-Franche-Comté. Sie gehört zum Arrondissement Mâcon und zum Kanton Hurigny (bis 2015: Kanton Lugny).

## Geographie
La Salle liegt etwa elf Kilometer nördlich vom Stadtzentrum von Mâcon, in der Landschaft Mâconnais, im Weinbaugebiet Bourgogne, an der Saône, in die hier die Mouge einmündet. Umgeben wird La Salle von den Nachbargemeinden Saint-Albain im Norden, Boz im Osten, Senozan im Süden, Charbonnières im Südwesten sowie Clessé im Westen.

## Bevölkerungsentwicklung
| Jahr                      | 1962 | 1968 | 1975 | 1982 | 1990 | 1999 | 2006 | 2013 |
| ------------------------- | ---- | ---- | ---- | ---- | ---- | ---- | ---- | ---- |
| Einwohner                 | 413  | 422  | 393  | 448  | 464  | 440  | 482  | 562  |
| Quelle: Cassini und INSEE |      |      |      |      |      |      |      |      |

## Sehenswürdigkeiten
- Kirche Notre-Dame

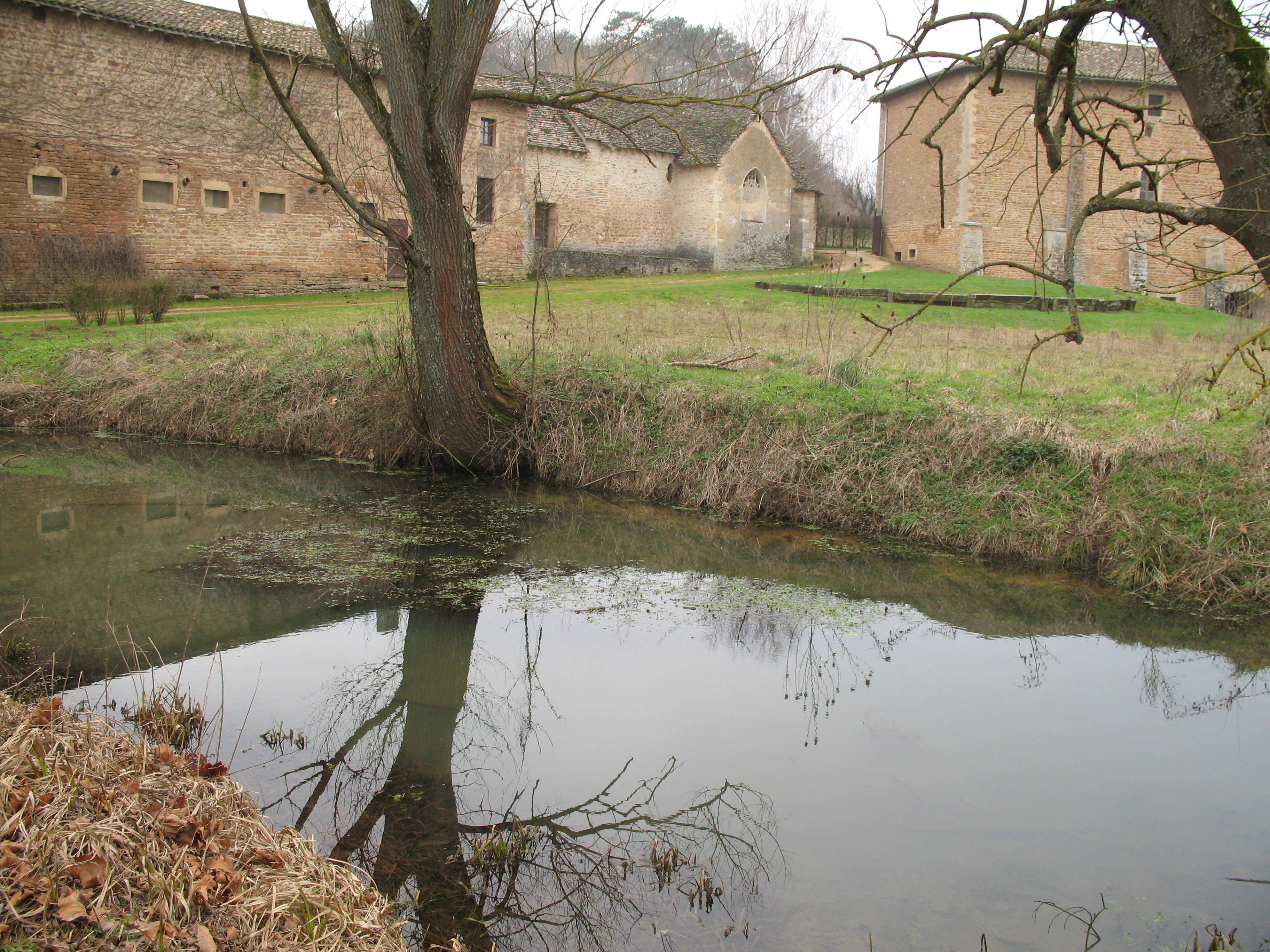
Burg La Salle
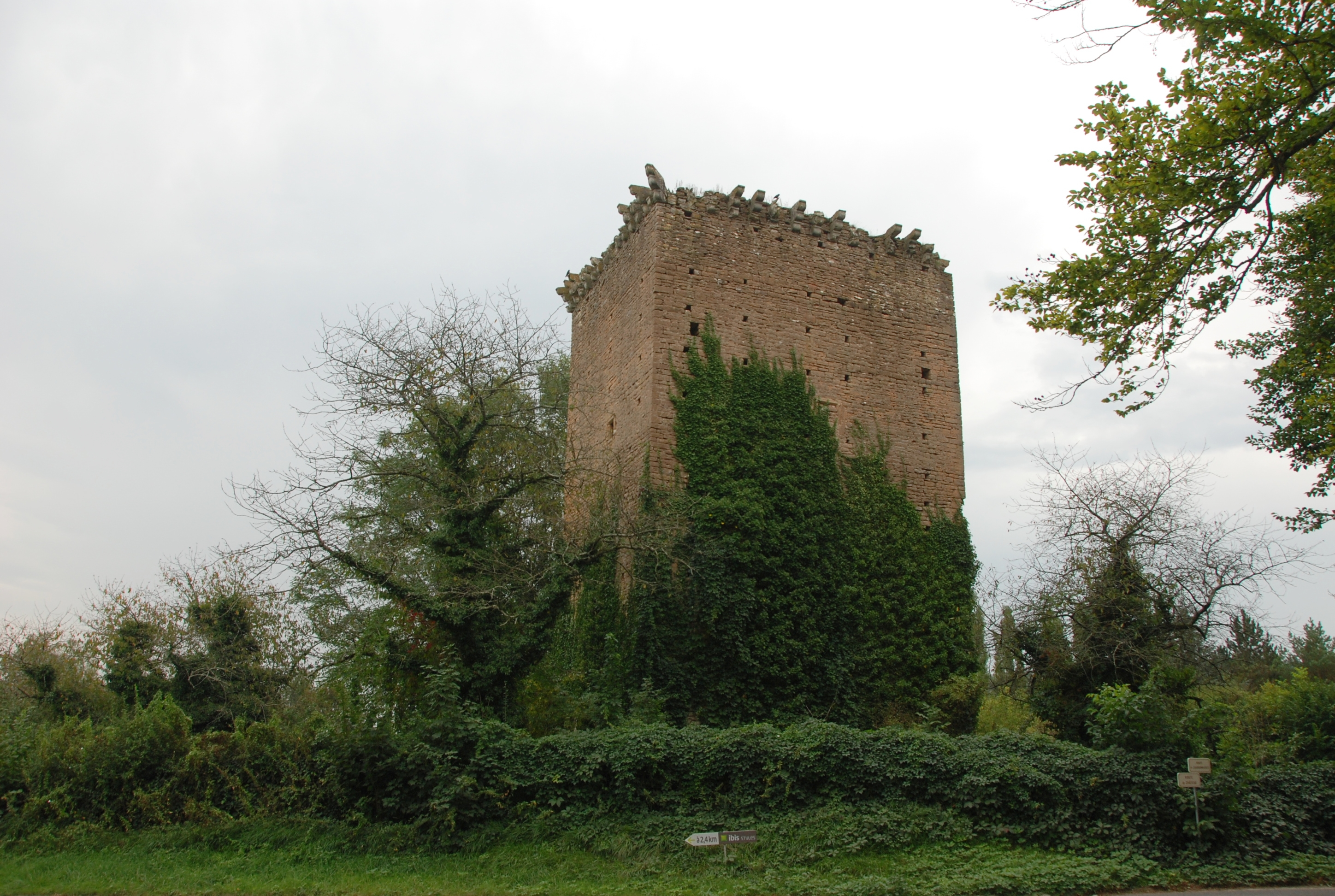
Donjon

- Burg La Salle
- Donjon